# طواف بريطانيا 2016
طواف بريطانيا 2016 (بالإنجليزية: 2016 Tour of Britain)‏ هو سباق دراجات هوائية، وهو الموسم رقم 77 من نفس السباق، وأقيم خلال الفترة 4 سبتمبر 2016، وحتى 11 سبتمبر 2016، وامتدّ لمسافة 1296.9 كيلومتر، وهو أحد سباقات طواف أوروبا للدراجات 2016، وهو من نوع سباق الدراجات، وقد شارك في السباق 124 متسابقاً.
فاز فيه بالمركز الأول ستيف كامينغز، وبالمركز الثاني روهان دنيس، وبالمركز الثالث توم دومولين، والفائز حسب ترتيب السرعة Jasper Bovenhuis ‏، والفريق الفائز في ترتيب الفرق سكاي 2016.

## معرض صور

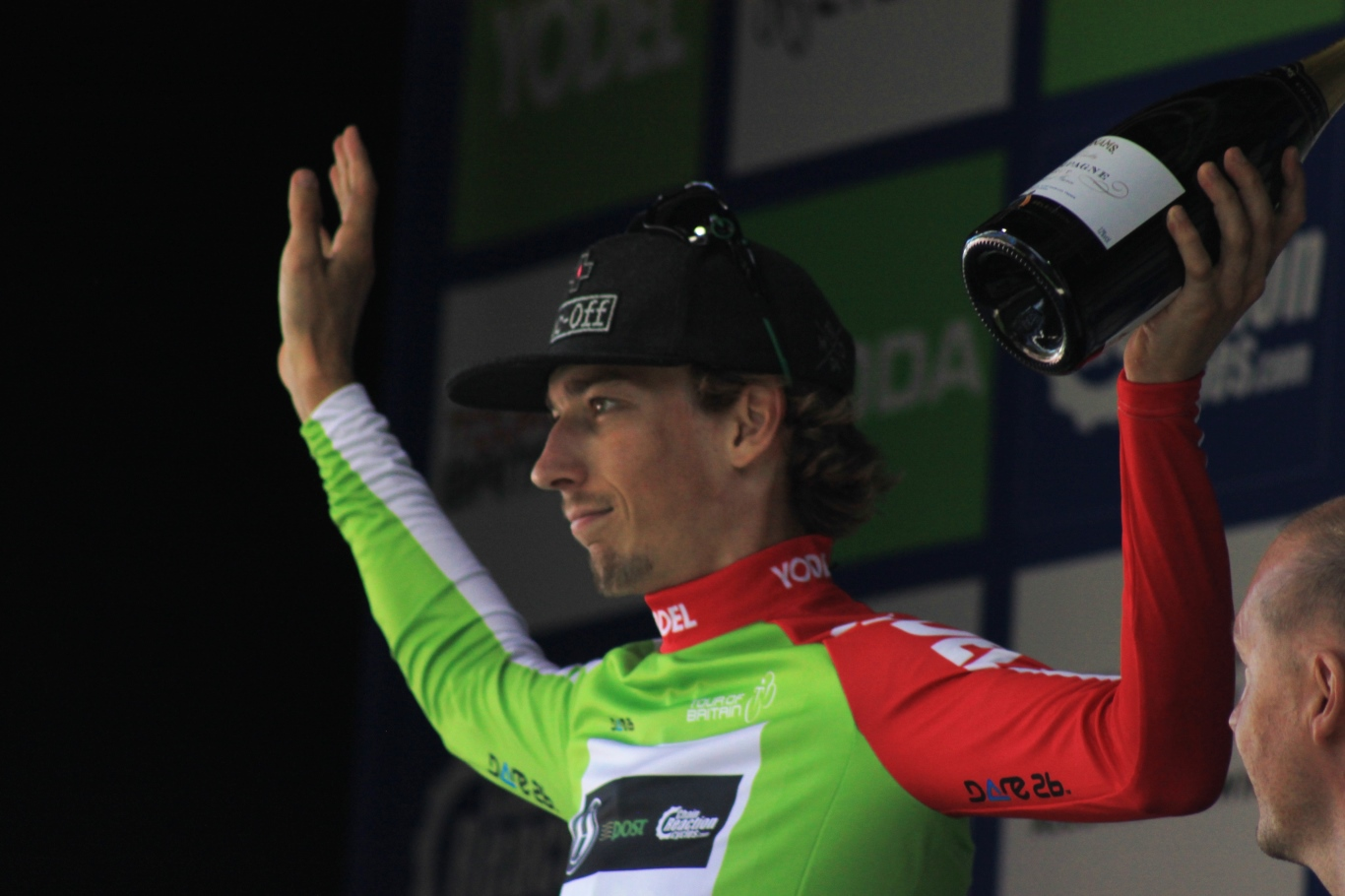
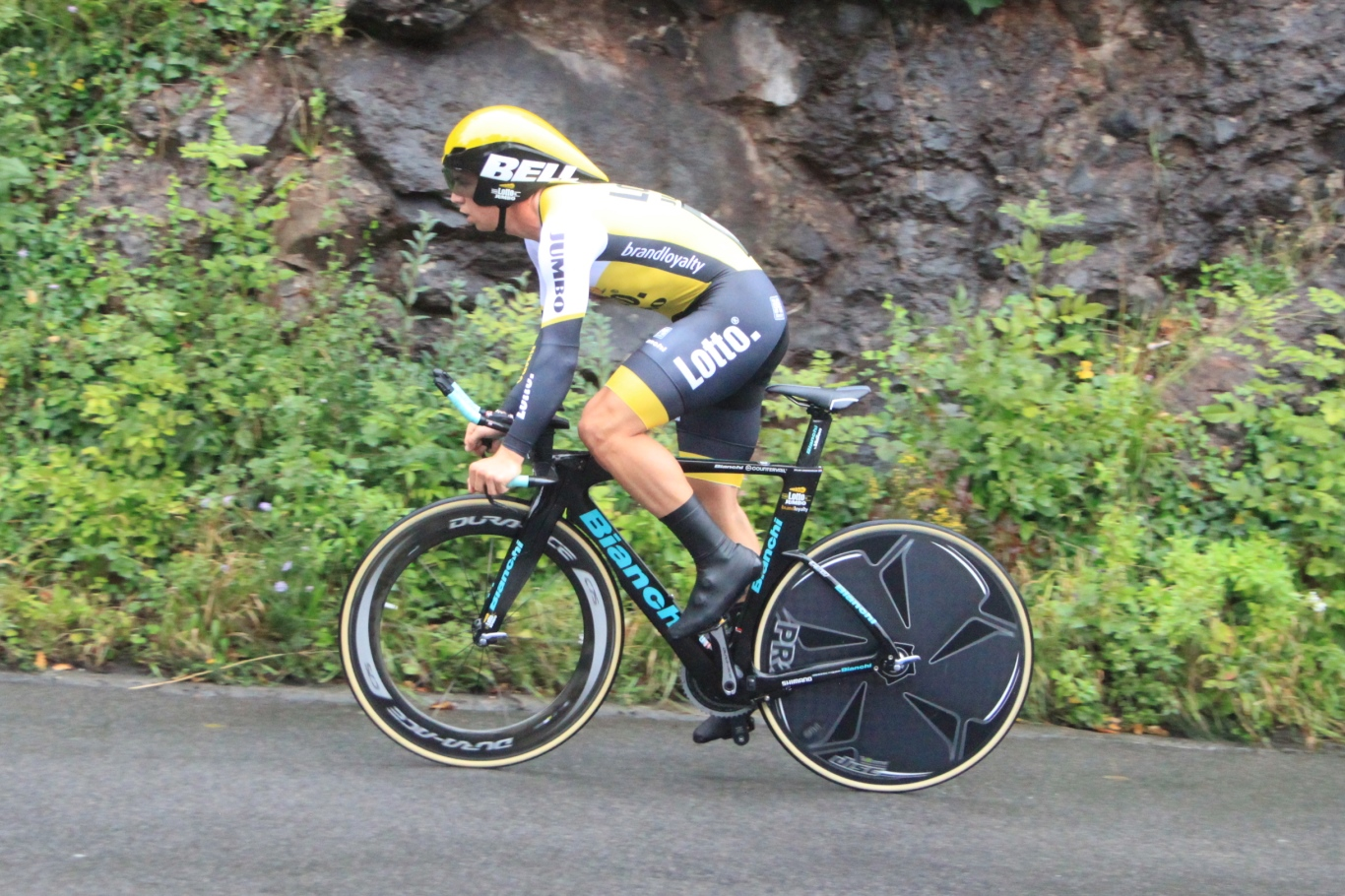
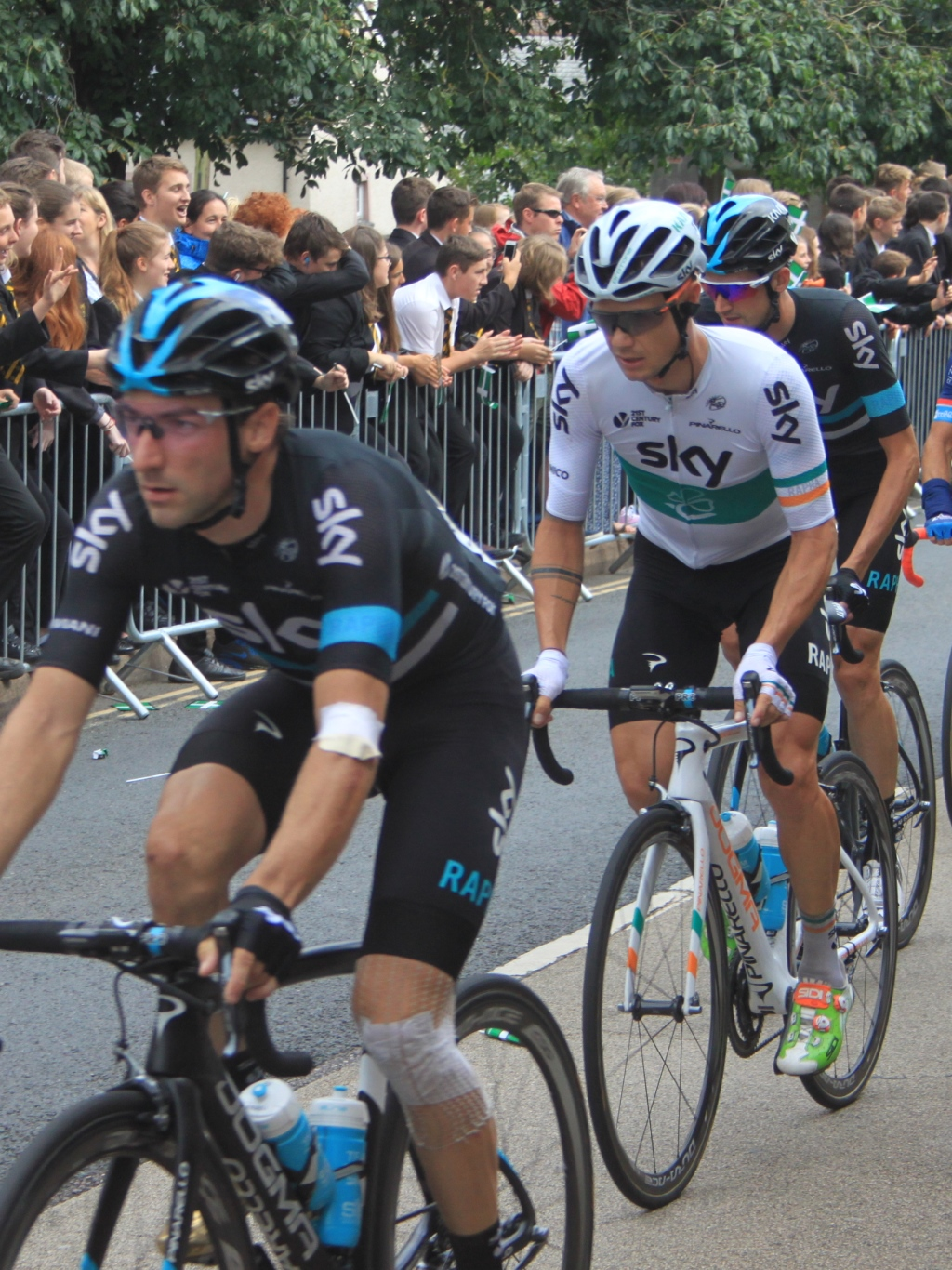
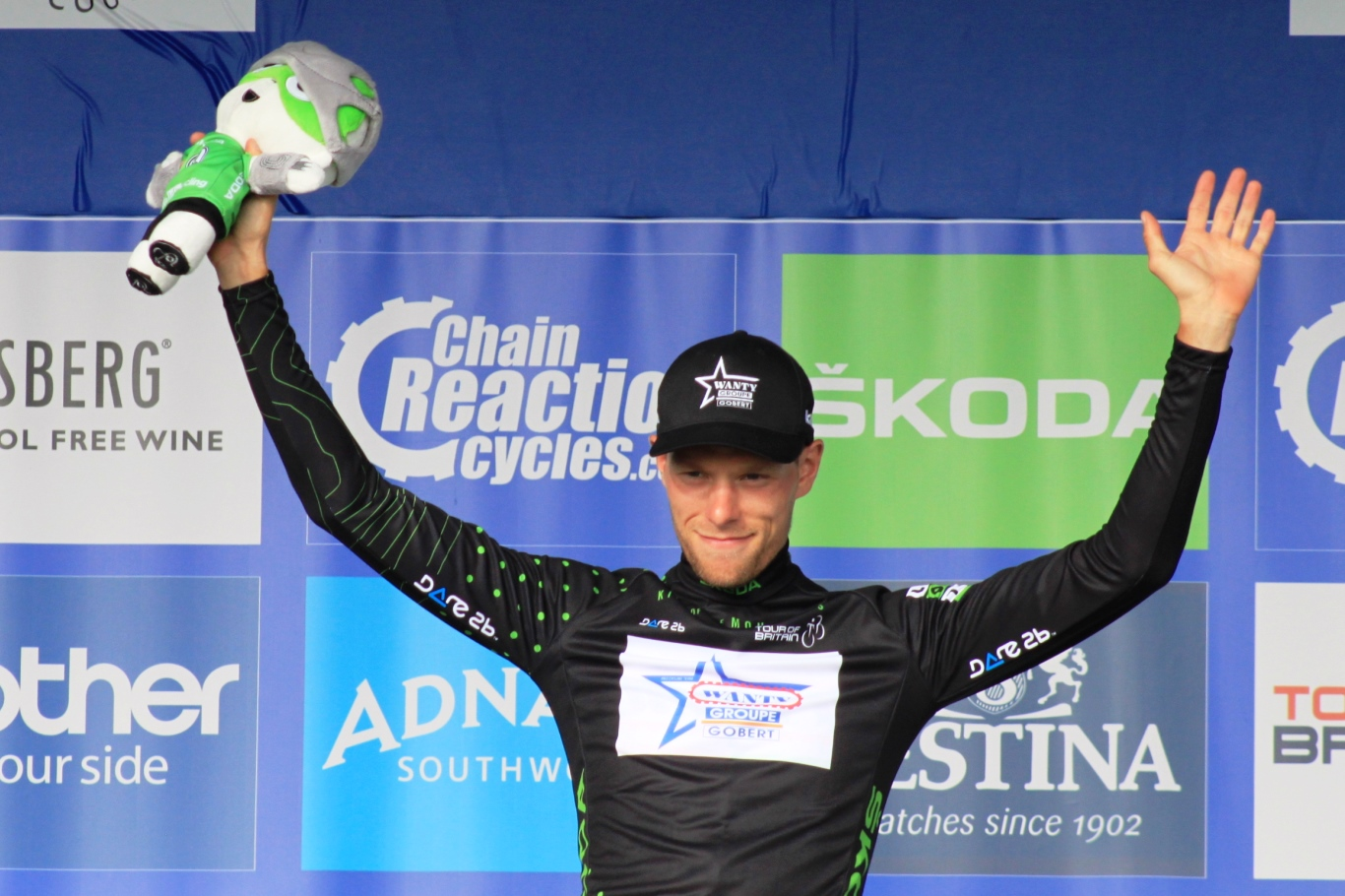

## الفرق
| فرق عالمية (11)- Dimension Data - Sky - Etixx-Quick Step - موفيستار - بي إم سي راسينغ - Cannondale-Drapac - Lotto-Soudal - Orica-BikeExchange - Giant-Alpecin - Lotto NL-Jumbo - Trek-Segafredo فرق قارية محترفة (4)- Bardiani CSF - كاجا رورال-سيغوروس 2016 ‏ - ONE Pro Cycling ‏ - Wanty-Groupe Gobert فرق قارية (5)- Team Wiggins Le Col ‏ - An Post–Chain Reaction ‏ - JLT–Condor ‏ - Madison Genesis ‏ - NFTO (cycling team) ‏ فريق وطني- فريق المملكة المتحدة لركوب الدراجات للرجال 2016 ‏ |  |
| |  |

## المراحل
| قائمة المراحل | قائمة المراحل | قائمة المراحل            | قائمة المراحل  | قائمة المراحل | قائمة المراحل   | قائمة المراحل |
| المرحلة       | التاريخ       | الدورة                   |                | المسافة (كم)  | الفائز بالمرحلة | القائد العام  |
| ------------- | ------------- | ------------------------ | -------------- | ------------- | --------------- | ------------- |
| 1             | 4 سبتمبر      | غلاسكو – Castle Douglas ‏ | مرحلة جبلية    | 161.6         | أندريه جريبيل   | أندريه جريبيل |
| 2             | 5 سبتمبر      | كارلايل – Kendal ‏        | مرحلة جبلية    | 188.2         | جوليان فيرموت   | جوليان فيرموت |
| 3             | 6 سبتمبر      | كونجليتون – Knutsford ‏   | مرحلة جبلية    | 179.4         | إيان ستانارد    | جوليان فيرموت |
| 4             | 7 سبتمبر      | Denbigh ‏ – Builth Wells ‏ | مرحلة جبلية    | 218           | ديلان جروينويغن | جوليان فيرموت |
| 5             | 8 سبتمبر      | أبردير ‏ – باث            | مرحلة جبلية    | 194.5         | جاك باور        | جوليان فيرموت |
| 6             | 9 سبتمبر      | Sidmouth ‏ – Haytor ‏      | مرحلة جبلية    | 150           | ووت بويلس       | ستيف كامينغز  |
| 7a            | 10 سبتمبر     | برستل – برستل            | فردي ضد الساعة | 15            | طوني مارتين     | ستيف كامينغز  |
| 7b            | 10 سبتمبر     | برستل – برستل            | مرحلة جبلية    | 90            | روهان دنيس      | ستيف كامينغز  |
| 8             | 11 سبتمبر     | لندن – لندن              | مرحلة مستوية   | 100           | كاليب إيوان     | ستيف كامينغز  |

## الفائزون
| الترتيب       | الفائز            |
| ------------- | ----------------- |
| الفائز        | ستيف كامينغز      |
| الثاني        | روهان دنيس        |
| الثالث        | توم دومولين       |
| حسب النقاط    | ديلان جروينويغن   |
| تسلق الجبل    | شاندرو ميوريس     |
| سباقات السرعة | Jasper Bovenhuis ‏ |
| Combativity   | أندريه جريبيل     |
| الفريق        | سكاي              |

## وصلات خارجية
- طواف بريطانيا 2016 على موقع إحصائيات الدراجات الإحترافية (الإنجليزية)